# Дејвис Џанкшон (Илиноис)
Дејвис Џанкшон (енгл. Davis Junction) град је у америчкој савезној држави Илиноис.

## Демографија
По попису из 2010. године број становника је 2.373, што је 1.882 (383,3%) становника више него 2000. године.
| Група             | 2000.       | 2010.         |
| Белци             | 480 (97,8%) | 1.910 (80,5%) |
| Афроамериканци    | 0 (0,0%)    | 20 (0,8%)     |
| Азијати           | 2 (0,4%)    | 11 (0,5%)     |
| Хиспаноамериканци | 5 (1,0%)    | 403 (17,0%)   |
| Укупно            | 491         | 2.373         |